# Mistwiesen
Die Mistwiesen sind ein Naturschutzgebiet im Naturraum Nordschwarzwald  in Baden-Württemberg. 

## Geographie
Das Naturschutzgebiet liegt im Nordschwarzwald auf dem Gebiet der Gemeinden Marxzell, Karlsbad (Baden)  im Landkreis Karlsruhe und Straubenhardt im Enzkreis in Baden-Württemberg. Es befindet sich südwestlich des Ortsteils Ittersbach der Gemeinde Karlsbad (Baden).

## Steckbrief
Das Gebiet wurde per Verordnung am 28. September 1998 durch das Regierungspräsidium Karlsruhe als Naturschutzgebiet ausgewiesen und hat eine Fläche von 50 Hektar. Es wird unter der Schutzgebietsnummer 2.213 geführt und ist in die IUCN-Kategorie IV, ein Biotop- und Artenschutzgebiet  eingeordnet. Der CDDA-Code lautet 318785 und entspricht zugleich der WDPA-ID.
Der wesentliche Schutzzweck ist die Sicherung und Erhaltung der vielfältigen Feucht- und Nasswiesen sowie der extensiv genutzten mageren Wiesenflächen im Quellgebiet der Pfinz mit ihrem floristischen Artenreichtum, ebenso wie die Erhaltung und Förderung der Vielfalt von seltenen und gefährdeten Tier- und Pflanzenarten – insbesondere Vögel, Heuschrecken und Orchideen.
Die Lebensräume der Feucht- und Nasswiesen sind unverändert – trotz unter Schutz Stellung – durch Gewässerbegradigungen, Drainagen, Grundwasserabsenkungen und ähnliches in ihrem Fortbestand bedroht.

## Geschichte
Die heutige Vegetation entwickelte sich aufgrund einer langen kulturellen Nutzung in der Grünlandwirtschaft. Das Schutzgebiet wurde am 28. September 1998 mit einer Fläche von etwa 50 Hektar ausgewiesen. Es besteht aus einer großflächigen Wiesenlandschaft aus Feucht-, Nass- und Magerwiesen im Quellgebiet der Pfinz und hat einen reichen Orchideenbestand.

## Geologie

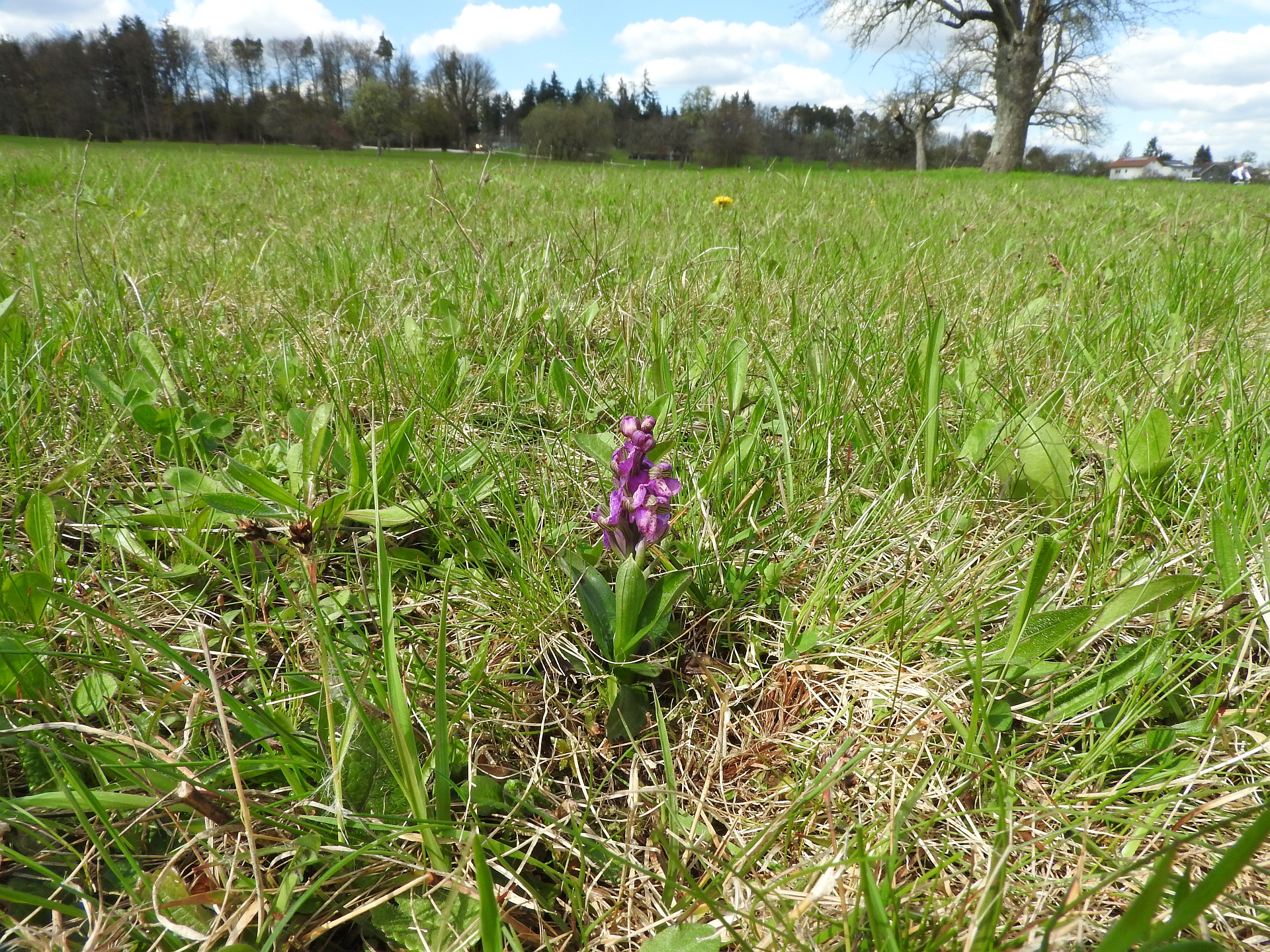
Kleines Knabenkraut auf den Mistwiesen

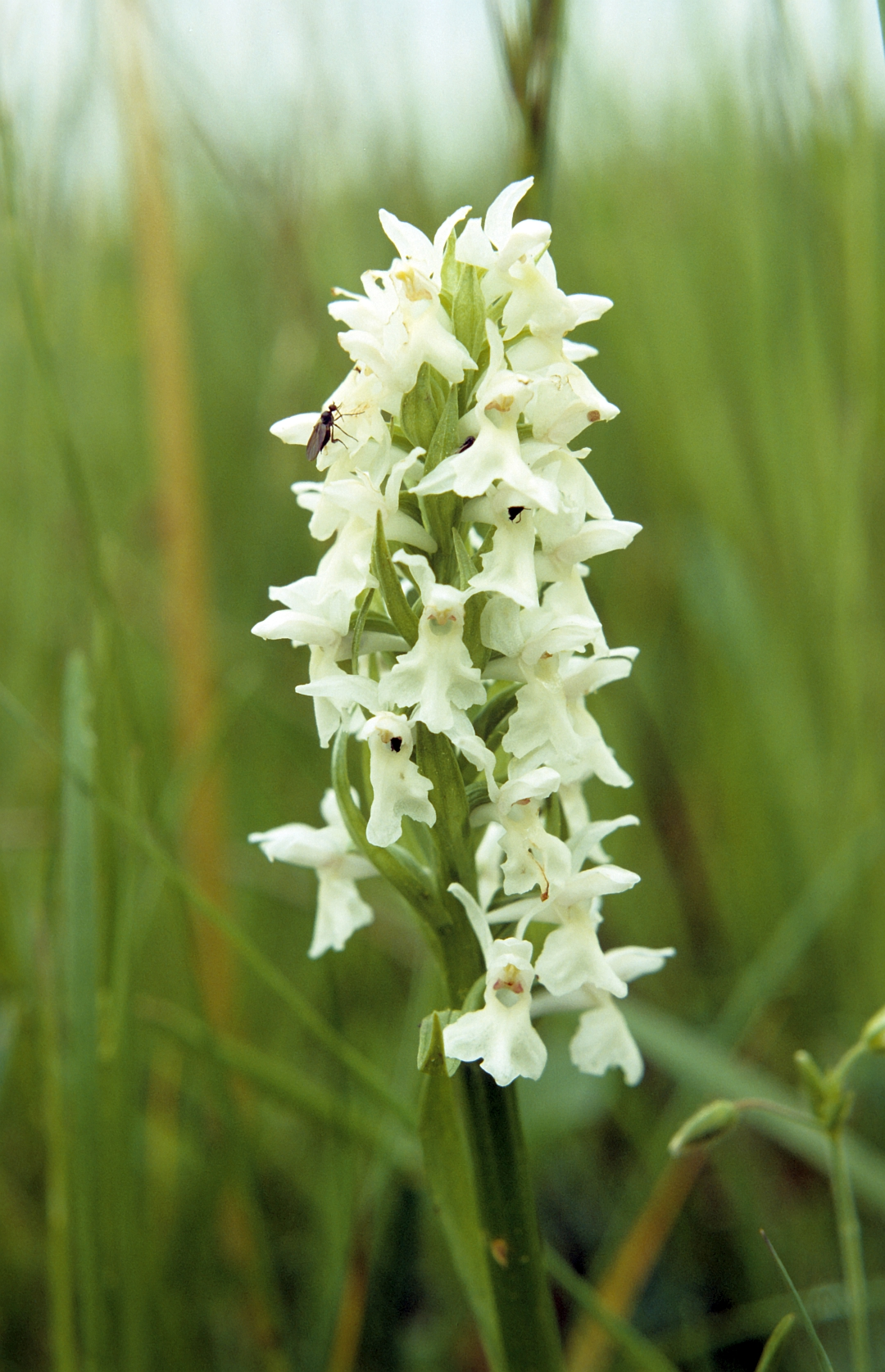
Breitblättriges Knabenkraut auf den Mistwiesen

Das Naturschutzgebiet ist Teil einer welligen Hochfläche mit mächtiger Lößlehmdecke. Die Sockelplatte wird aus mittlerem und oberem Buntsandstein gebildet.

## Flora und Fauna
Das Schutzgebiet besteht neben den ausgeprägten Feucht- und Nasswiesen auch aus trockenen Magerwiesen. Unter den 16 aus den Kategorien gefährdeter und schonungsbedürftiger Tiere und Pflanzen in Baden-Württemberg sind auch früh blühende heimische Orchideen wie wenige Exemplare des Kleinen Knabenkraut (Orchis morio) und ein größerer Bestand aus der Gattung der Knabenkräuter (Dactylorhiza) zu finden.
Zu den vorkommenden Heuschreckenarten gehören Weißrandiger Grashüpfer und der Sumpfgrashüpfer, die nach der Roten Liste von Baden-Württemberg als „gefährdet“ eingestuft werden. Ersterer ist nur im Süden Deutschlands seltener. Zu den gefährdeten hier vorkommenden Vögeln gehört der Neuntöter.